# Lijst van rijksmonumenten in Ommen (plaats)
De plaats Ommen telt 20 inschrijvingen in het rijksmonumentenregister. Hieronder een overzicht.
| Object                                                   | Oorspronkelijke functie?  | Bouwjaar                                                        | Architect       | Locatie                                                    | Coördinaten?                  | Nr.?   | Afbeelding                  |
| -------------------------------------------------------- | ------------------------- | --------------------------------------------------------------- | --------------- | ---------------------------------------------------------- | ----------------------------- | ------ | --------------------------- |
| Besthmenermolen                                          | Industrie- en poldermolen | 1862                                                            |                 | Hammerweg 59a                                              | 52° 29' 49" NB, 6° 25' 23" OL | 31471  | Meer afbeeldingen           |
| Stadhuis                                                 | Bestuursgebouw en onderdl | 1828 na de oorlog (uitbr.)                                      |                 | Markt 1-5                                                  | 52° 31' 8" NB, 6° 25' 22" OL  | 31472  | Meer afbeeldingen           |
| Brigitta                                                 | Kerk en kerkonderdeel     | 15e eeuw (ingebruikname)                                        |                 | Kerkplein 2                                                | 52° 31' 7" NB, 6° 25' 24" OL  | 31475  | Meer afbeeldingen           |
| Den Oordt                                                | Industrie- en poldermolen | 1824                                                            |                 | Den Oordt 7                                                | 52° 31' 4" NB, 6° 25' 32" OL  | 31479  | Meer afbeeldingen           |
| De Lelie                                                 | Industrie- en poldermolen | 1846 (gevelsteen)                                               |                 | Molenpad 7                                                 | 52° 31' 19" NB, 6° 25' 34" OL | 31481  | Meer afbeeldingen           |
| Tuinkoepel onder rieten dak                              | Tuin, park en plantsoen   | 18e eeuw                                                        |                 | Stationsweg (op het parkeerterrein bij v/h hotel Stegeman) | 52° 30' 57" NB, 6° 25' 19" OL | 31482  | Tuinkoepel onder rieten dak |
| Olde Vechte                                              | Kasteel, buitenplaats     | 1849 (gevelsteen)                                               |                 | Zeesserweg 12                                              | 52° 30' 57" NB, 6° 25' 40" OL | 31483  | Olde Vechte                 |
| De Konijnenbelt                                          | Industrie- en poldermolen | 1806                                                            |                 | Zwolseweg 5                                                | 52° 31' 1" NB, 6° 25' 14" OL  | 31484  | Meer afbeeldingen           |
| Terrein waarin een ronde kasteelheuvel met gracht        | Archeologisch monument    | middeleeuwen                                                    |                 |                                                            | 52° 30' 40" NB, 6° 23' 34" OL | 45805  | Upload foto                 |
| Terrein waarin een grafveld bestaande uit 23 grafheuvels | Archeologisch monument    | Bronstijd en/of IJzertijd                                       |                 |                                                            | 52° 31' 59" NB, 6° 29' 19" OL | 45806  | Upload foto                 |
| Terrein waarin sporen van bewoning en/of begraving       | Archeologisch monument    | late Bronstijd, IJzertijd, Romeinse tijd en vroege Middeleeuwen |                 |                                                            | 52° 31' 7" NB, 6° 23' 14" OL  | 45807  | Upload foto                 |
| Gereformeerde kerk                                       | Kerk en kerkonderdeel     | 1932                                                            | B.W. Plooij     | Bouwstraat 23                                              | 52° 31' 12" NB, 6° 25' 26" OL | 508600 | Meer afbeeldingen           |
| Landhuis "Hoeve Bargsigt"                                | Kasteel, buitenplaats     | 1924                                                            | F.A. Eschauzier | Hammerweg 44                                               | 52° 30' 8" NB, 6° 25' 13" OL  | 508601 | Meer afbeeldingen           |
| Het Laar: hoofdgebouw                                    | Kasteel, buitenplaats     | 18e eeuw                                                        |                 | Het Laar 2                                                 | 52° 30' 49" NB, 6° 24' 49" OL | 513540 | Meer afbeeldingen           |
| Het Laar: historische tuin- en parkaanleg                | Tuin, park en plantsoen   | 18e eeuw                                                        |                 | Het Laar bij 2                                             | 52° 30' 45" NB, 6° 24' 24" OL | 513542 | Meer afbeeldingen           |
| Het Laar: bouwhuis                                       | Bijgebouwen kastelen enz. | midden 19e eeuw                                                 |                 | Het Laar 2A                                                | 52° 30' 39" NB, 6° 24' 38" OL | 513543 | Upload foto                 |
| Het Laar: koetshuis                                      | Bijgebouwen kastelen enz. | 1843                                                            |                 | Het Laar 2B                                                | 52° 30' 39" NB, 6° 24' 38" OL | 513544 | Meer afbeeldingen           |
| Het Laar: tuinbank                                       | Bijgebouwen kastelen enz. | ca. 1850-1950                                                   | H. Wentzel      | Het Laar bij 2                                             | 52° 30' 45" NB, 6° 24' 24" OL | 513545 | Meer afbeeldingen           |
| Het Laar: toegangsbrug met hek                           | Bijgebouwen kastelen enz. |                                                                 |                 | Het Laar bij 2                                             | 52° 30' 45" NB, 6° 24' 24" OL | 513546 | Meer afbeeldingen           |
| Het Laar: ijskelder                                      | Bijgebouwen kastelen enz. | 19e eeuw                                                        |                 | Het Laar bij 2                                             | 52° 30' 45" NB, 6° 24' 24" OL | 513547 | Meer afbeeldingen           |